# USS LST-803
O USS LST-803 foi um navio de guerra norte-americano da classe LST que operou durante a Segunda Guerra Mundial.